# Adama Tamboura
Adama Tamboura, född 18 maj 1985 i Bamako, är en malisk fotbollsspelare som senast spelade för FC Inter. 
Tamboura inledde sin karriär i Djoliba AC. Han var uttagen i Malis fotbollslandslag till OS 2004. Mali åkte ur i kvartsfinalen efter förlust mot Italien. 
Den 22 augusti 2006 blev Tamboura utlånad till Helsingborg fram till och med november. Han har även provspelat för Feyenoord. Den 23 november 2006 meddelade Helsingborg att Tamboura skrivit på ett treårskontrakt med klubben. Efter detta hade han uppnått en ordinarie plats som vänsterback i truppen. Webbplatsen SvenskaFans listade 2008 Tamboura som den bäste ytterbacken i allsvenskan och kommenterade att maliern "personifierar den moderna ytterbacken". Den 28 januari 2010 skrev han på ett kontrakt som varar fram till i juni 2012 för FC Metz.